# Cortijillos (Granada)
Cortijillos (también llamada popularmente Los Cortijillos) es una localidad y pedanía española perteneciente al municipio de Castril, en la provincia de Granada, comunidad autónoma de Andalucía. Está situada en la parte occidental de la comarca de Huéscar. Cerca de esta localidad se encuentran los núcleos de Alamillo, Fátima y Almontaras.

## Geografía
Los accidentes geográficos más cercanos son el Cerro del Cubo, el Moro, el Charco de las Culebras, la Salobre, además de estar próximos al río y la sierra de Castril y la Sagra de Huéscar.

## Demografía
Según el Instituto Nacional de Estadística de España, en el año 2022 Cortijillos contaba con 45 habitantes censados, lo que representa el 2,23% de la población total del municipio.

### Evolución de la población
| Gráfica de evolución demográfica de Cortijillos entre 2012 y 2022 |
|                                                                   |
| Datos según el nomenclátor publicado por el INE.                  |

## Cultura

### Fiestas
Sus fiestas patronales, en honor a la Virgen del Pilar, se celebran la primera quincena de octubre, una semana después de las fiestas de Castril.